# Хвороба Кітахари
«Хвороба Кітахари», також відомий як «Собачий король»  — роман австрійського письменника Крістофа Рансмайра, написаний у 1995 році. Його оригінальна назва - Morbus Kitahara. Дія альтернативної історії відбувається в Центральній Європі після Другої світової війни та реалізації плану Моргентау, який деіндустріалізував регіон і створив безжальне постапокаліптичне суспільство. Головний герой — син коваля, який стає охоронцем єдиного чоловіка в районі, який володіє автомобілем.
Англійський переклад Джона Е. Вудса був опублікований в 1997 році. Книга отримала премію Арістеіона 1996 року.